# 鹽埕埔站
鹽埕埔站位於高雄市鹽埕區，為高雄捷運橘線的捷運車站，亦為該區目前唯一的高運量捷運車站。車站位於大勇路，車站編號為O2。

## 車站構造
地下兩層島式月台車站，設有四個出入口。

### 車站樓層
| 地面      | 出入口                     | 出入口                                 |
| 地下 一樓 | 大廳層                     | 車站大廳、服務台、自動售票機、驗票閘門 |
| 地下 一樓 | 大廳層                     | 洗手間（站體南側付費區外，近出口1）    |
| 地下 二樓 | 1號月台                    | ← 橘線 往終點站方向（哈瑪星站）        |
| 地下 二樓 | 島式月台，左邊車門將會開啟 |                                        |
| 地下 二樓 | 2號月台                    | 橘線 往大寮方向（前金站）→             |

### 車站出口
出口1位於車站南端，出口2位於車站北端，出口3、4位於車站中段，無障礙電梯設於出口2。
| 出入口                          | 圖片 | 出入口資訊 |
| ------------------------------- | ---- | --- |
| 出入口1 · 設有手扶梯            |      | 鹽埕國小、忠孝國小、鹽埕長老教會、駁二藝術特區（大勇路底）、馬雅各公園、堀江商場（大勇路西側，五福四路口）、鹽埕綠廊、YouBike微笑單車 |
| 出入口2 · 設有電梯 · 設有手扶梯 |      | 高雄市歷史博物館、高雄國際會議中心、高雄音樂館、鹽埕市民廣場、228和平紀念公園、鹽埕行政中心（大勇路東側，新樂街口）                   |
| 出入口3 · 設有手扶梯            |      | 光榮國小、鹽埕國中、鹽埕運動中心、高雄市電影館（大勇路路中央）                                                                        |
| 出入口4                         |      | 忠孝國小（大勇路路中央，五福四路口）、華南銀行高雄分行                                                                                |
| 註： 設有電梯 \| 設有手扶梯     |      | |

## 歷史
1987年最初規劃的高雄捷運方案中，共有紅、橘、棕、藍四條高運量捷運路線。在該計畫中，鹽埕埔站位置較南側，而北側愛河邊另有O3愛河站。此外此時棕線沿著五福四路於大勇路與橘線的鹽埕埔站共站轉乘。爾後棕線被降格為輕軌，路線縮短，不再進入鹽埕區；而橘線的愛河站也因為高雄地下街大火而取消規劃，最後鹽埕埔站的規劃設計向北移至今之位置。
2008年9月14日：隨著橘線正式通車而啟用。
2008年9月21日：舉行通車典禮。
2016年2月10日：下午因已歇業的大新百貨大樓火警，下午5時26分關閉4個出入口，列車採取過站不停因應，直到約6時30分左右重新停靠並只開放1號出入口，為系統首次營運途中因災害影響而過站不停。

## 利用狀況
2023年日均進出人次為6,718人，在高雄捷運系統中排名第17名；目前最高紀錄為2019年2月的16,745人次，最低紀錄為2020年4月的2,940人次。本站位在鹽埕區中心，二號出口靠近愛河西岸的各式景點如歷史博物館、二二八和平紀念公園、電影圖書館、音樂館、高雄國際會議中心等；一號出口往南步行五分鐘是駁二藝術特區，使用者眾多，駁二每有大展，本站運量即會大幅上升（最高紀錄該月即有一整個月的3D視覺展）；東西向則是鹽埕區精華五福路，西側不遠即為堀江商場。一二號出口中間原規劃為徒步區，但是成效不彰，商店營運不良。
| 年   | 全年      | 全年      | 全年      | 全年    | 單日平均 | 單日平均 |
| 年   | 上車      | 下車      | 上下車計  | 來源    | 上車     | 上下車   |
| ---- | --------- | --------- | --------- | ------- | -------- | -------- |
| 2008 | 227,276   | 236,264   | 463,540   | [ a ]   | 2,228    | 4,545    |
| 2009 | 806,564   | 851,143   | 1,657,707 | [ * 2 ] | 2,210    | 4,542    |
| 2010 | 835,731   | 889,233   | 1,724,964 | [ * 3 ] | 2,290    | 4,726    |
| 2011 | 1,014,077 | 1,085,720 | 2,099,797 | [ * 4 ] | 2,778    | 5,753    |
| 2012 | 1,174,555 | 1,243,176 | 2,417,731 | [ * 4 ] | 3,209    | 6,606    |
| 2013 | 1,307,281 | 1,405,067 | 2,712,348 | [ * 4 ] | 3,582    | 7,431    |
| 2014 | 1,376,839 | 1,463,948 | 2,840,787 | [ * 4 ] | 3,772    | 7,783    |
| 2015 | 1,389,773 | 1,489,753 | 2,879,526 | [ * 4 ] | 3,808    | 7,889    |
| 2016 | 1,521,530 | 1,638,728 | 3,160,258 | [ * 4 ] | 4,157    | 8,635    |
| 2017 | 1,505,283 | 1,610,881 | 3,116,164 | [ * 4 ] | 4,124    | 8,537    |
| 2018 | 1,471,730 | 1,630,862 | 3,102,592 | [ * 4 ] | 4,032    | 8,500    |
| 2019 | 1,555,541 | 1,703,449 | 3,258,990 | [ * 4 ] | 4,262    | 8,929    |

- 統計來源

註釋
1. ↑  9月21日起開始收費，運量從此日開始計102天[* 1] ）

來源資料
1. ↑  高雄捷運公司.  (PDF). 高雄市政府交通局: 頁10. 2009-01-10  [2019-05-05]. （原始内容存档 (PDF)于2019-10-27）.
2. ↑   (PDF). 高雄市政府捷運工程局: 13. 2009-01-10  [2019-10-27]. （原始内容存档 (PDF)于2019-10-27）.
3. ↑   (PDF). 高雄市政府捷運工程局: 13.   [2019-10-27]. （原始内容存档 (PDF)于2019-10-27）.
4. ↑  . 高雄市政府交通局. 2020-02-17  [2020-02-17]. （原始内容存档于2021-01-06）. 高雄市統計資訊服務網

## 外部連結
- 鹽埕埔站（高雄捷運公司） （页面存档备份，存于）